# Gentiana × media
Gentiana media là một loài thực vật có hoa trong họ Long đởm. Loài này được Arv.-Touv. mô tả khoa học đầu tiên năm 1871.